# Псевдо-Дионисий Ареопагит
Псевдо-Дионисий Ареопагит е християнски теолог и философ, живял преди VI век. Истинското му име е неизвестно, както и данни за живота му, но делото му понякога е свързвано с Дионисий Ареопагит, ученик на апостол Павел. Автор на няколко съчинения, обединени под името „Ареопагитики“ (Corpus Areopagiticum), оказали голямо въздействие върху християнската философия и теология. В тях за пръв път се говори за ангелските йерархии.

## Творчество
Основен проблем в творбите му е и този за изобразяването, чрез художествени методи на Богa и може ли Бог изобщо да бъде изобразяван. Той вижда 3 пътя към познанието на Бога:
- катафатически (позитивно познание) – тръгва се от първопричината и след това на нея ѝ се предават определени характеристики, взети от човешкия свят, затова те не визират истинската същност на Бога. Съответно при изобразяването божествената същност се излива върху художествени образи, които най-близко я изразяват, това са подобните подобия (Светия дух = гълъб).
- апофатически (отрицателно познание) – тръгва се от най-нисшите твари. Относно Бог не може нищо, нито да се потвърждава, нито да се отрича, Бог е нито битие, нито небитие, а свръхбитие. При този вид изобразяване се тръгва от това, което е най-неприсъщо на Бога – червей, камък.
- символически – посредник м/у катафатиката и апофатиката, чрез символа и чрез изкуството познанието за Бога все пак е възможно. Теория за символа-Разумът не може да постигне първопричината, тя се постига чрез субекта. Художествените образи като символи, стоят по-високо от природните форми. Те стоят м/у битието и свръхбитието, т.е. символа е не само път към познанието, той самия е познание. Форми на символа: да обозначава духовна същност; да въвежда човека към тях; реално да явява света на свръхбитието на нивото на битието. В този 3-ти пункт е разликата между символа и образа.

### Творби
Запазените произведения на Псевдо-Дионисий Ареопагит включват следните:
- Божествени имена (Περὶ θείων ὀνομάτων);
- Небесна йерархия (Περὶ τῆς οὐρανίου ἱεραρχίας);
- Църковна йерархия (Περὶ τῆς ἐκκλησιαστικῆς ἱεραρχίας);
- Мистична теология (Περὶ μυστικῆς θεολογίας) – кратко, но силно произведение, което разглежда апофатическата (отрицателна) теология и в което за първи път теологията става изрично "мистична";
- Десет послания.

Седем други произведения често се споменават от Псевдо-Дионисий в неговите запазени текстове, но се предполага, че или са изгубени, или са фиктивни творби, използвани като литературно средство за създаване на впечатление за по-голям корпус от писания от I век:
- Теологически очерци (Θεολογικαὶ ὑποτυπώσεις);
- Символична теология (Συμβολικὴ θεολογία);
- За ангелските свойства и редове (Περὶ ἀγγελικῶν ἰδιοτήτων καὶ τάξεων);
- За справедливия и божествен съд (Περὶ δικαίου καὶ θείου δικαστηρίου);
- За душата (Περὶ ψυχῆς);
- За умопостижимите и сетивните същества;
- За божествените химни.

### Датиране
В Църковна йерархия Дионисий два пъти намеква за рецитирането на Символа на вярата по време на литургията. Често се твърди, че Петър Пълният е наредил включването на Никейския символ на вярата в литургията през 476 г., което служи като най-ранна възможна дата за съставянето на Корпуса. Обаче Бернар Капел предполага, че патриарх Тимотей от Константинопол е въвел тази литургична практика около 515 г., което предполага по-късна дата за съставянето на текстовете.
Също така се смята, че Дионисий вероятно е писал след прилагането на Хенотикона на император Зенон (след 482 г.), тъй като избягва разделящите христологични термини. Възможно е обаче да е избягвал традиционните христологични формули, за да създаде апостолическа атмосфера в творбите си, а не поради влиянието на Хенотикона. Тъй като Хенотиконът е отменен през 518 г., ако Дионисий е писал след това, може да не е бил засегнат от тази политика.
Най-късната сигурна дата за съставянето на Корпуса е 528 г., когато трактатът на Севир Антиохийски Adversus apologiam Juliani е преведен на сирийски език, въпреки че трактатът може да е написан до девет години по-рано.
Друга често посочвана дата е 532 г., когато Севир Антиохийски и неговите миафизитски поддръжници цитират Четвъртото писмо на Дионисий по време на дебат относно решенията на Халкидонския събор. Смята се, че Псевдо-Дионисий може да е принадлежал към тази група, макар че продължават споровете дали неговите творби отразяват миафизитско разбиране за Христос. Вероятно авторът е пребивавал в Сирия, тъй като описаните в Църковна йерархия тайнства наподобяват сирийски обреди.

### Авторство
Авторът на Корпуса се представя под псевдонима "Дионисий", претендирайки, че е Дионисий Ареопагит – атинянин, обърнат в християнството от апостол Павел, както е споменато в Деяния на апостолите 17:34.
Около фигурата на Дионисий възникват различни легенди – смята се, че е бил първият епископ на Кипър или Милано, или дори автор на Посланието към евреите. Според Евсевий той е бил първият епископ на Атина. Затова не е изненадващо, че авторът на тези произведения е избрал да приеме това име.
Първоначално авторството на Корпуса било спорно. Севир Антиохийски и неговата група подкрепяли апостолското датиране, защото то съответствало на тяхната христология. Това било оспорено от Ипатий от Ефес по време на среща през 532 г. с император Юстиниан I. Ипатий отрекъл автентичността, тъй като никой от отците или съборите не цитирал този Корпус.
Първата защита на автентичността била направена от Йоан Скифополски около 540 г., който в коментара си Школии защитава апостолското датиране и отхвърля обвиненията в аполинарианство или фалшификат. Въпреки това, автентичността продължава да бъде критикувана през VII век, но била защитавана от Теодор от Райту и приета от Максим Изповедник и Латеранския събор от 649 г.
През Ренесанса Лоренцо Вала в своите коментари върху Новия Завет (1457 г.) доказал, че авторът на Корпуса не е обръщенецът на апостол Павел. Тази критика била доразвита от Уилям Гросин и популяризирана от Еразъм през 1504 г., въпреки съпротивата на католическите богослови.
През XIX век историците обикновено приемат, че авторът е живял след времето на Прокъл. Йозеф Стиглмайр и Хуго Кох доказали зависимостта на Корпуса от произведенията на Прокъл, особено De malorum subsistentia.
Идентичността на Псевдо-Дионисий все още е спорна. Някои изследователи, като Коригън и Херингтън, предполагат, че той е бил ученик на Прокъл, вероятно от сирийски произход. Други, като Александър Голицин и Ернест Хонигман, предполагат, че Псевдо-Дионисий може да е бил Петър Иберийски. По-ново предположение свързва автора с Дамасций, последния схоларх на неоплатоническата академия в Атина.
Станфордската енциклопедия по философия отбелязва, че "фалшификацията" е модерно понятие. Както Плотин и кападокийските отци, Дионисий не претендира за новаторство, а за предаване на традиция.
Въпреки това, Барт Д. Ерман твърди, че Псевдо-Дионисий е променил неоплатоническата традиция, за да създаде ново разбиране за християнския свят, което набляга повече на сложните божествени йерархии, отколкото на директната връзка с Христос като посредник.
Някои учени, включително румънският богослов Думитру Станилоае, защитават автентичността на Корпуса, позовавайки се на исторически детайли и ранни цитати от Дионисий Александрийски и Григорий Назиански. Дори Прокъл сякаш се позовава на външен авторитет за изрази, които се срещат ясно в Корпус Дионисиакум.

## Влияние

### Източно православие
Трудовете на Псевдо-Дионисий първоначално били използвани от миафизитите за подкрепа на техните аргументи, но впоследствие били приети и от други църковни теолози, главно благодарение на Йоан Скифополски и Максим Изповедник, които създали православна интерпретация на текстовете. Йоан Скифополски, пишейки едно поколение след Дионисий (вероятно между 537 и 543 г.), съставил обширен набор от школии (полета с коментари) към трудовете на Дионисий около 600 г.
Тези коментари били предшествани от дълъг пролог, в който Йоан обяснил причините си за коментиране на Корпуса. Всички гръцки ръкописи на Корпус Ареопагитикум, които са оцелели до днес, произлизат от ранен ръкопис от VI век, съдържащ школии и пролога на Йоан, което показва неговото голямо влияние върху възприемането на Дионисий в гръкоезичния свят.
Теолози като Йоан Дамаскин и Герман I Константинополски също широко използвали трудовете на Дионисий.
Дионисиевите писания и тяхното мистично учение били универсално приети в Източната църква, както от халкидонците, така и от нехалкидонците. Григорий Палама, например, нарича автора "безпогрешен свидетел на божествените неща".
Корпусът съществува и в сирийски и арменски версии. Сирийският превод на Сергий от Ришайна, направен в началото на VI век, служи като terminus ante quem (крайна граница) за датирането на оригинала на гръцки.

### Католическо християнство
Първото споменаване на Дионисий на Запад е направено от папа Григорий I, който вероятно донесъл кодекс на Корпус Ареопагитикум при завръщането си от мисията си като папски легат при императора в Константинопол около 585 г. Григорий понякога споменава Дионисий в своите писания, макар че неговият гръцки вероятно не бил достатъчно добър, за да разбере напълно трудовете му. През VII и VIII век Дионисий не бил широко известен на Запад, освен в няколко разпръснати препратки.
Истинското влияние на Дионисий на Запад започва с подаръка на гръцко копие на неговите трудове от византийския император Михаил II на каролингския император Лудвиг Благочестиви през 827 г. Луи предал ръкописа на Абатството Сен Дени близо до Париж, където около 838 г. абатът Хилдуин за първи път превел трудовете на Дионисий на латински. Вероятно самият Хилдуин е популяризирал легендата, че Дионисий от Ареопага (споменат в Деяния на апостолите 17:34) е същият човек, който е пътувал до Рим и е бил изпратен да проповядва в Галия, където е претърпял мъченическа смърт. Преводът на Хилдуин обаче бил почти неразбираем.
Двадесет години по-късно император Карл Плешивият възложил на ирландеца Джон Скот Ериугена да направи нов превод, завършен през 862 г. Въпреки че този превод и трудовете на Ериугена показват влияние на идеите на Дионисий, те не били широко разпространени през следващите векове. Така бенедиктинските монаси от VIII до XI век по принцип обръщали малко внимание на Дионисий.
През XII век интересът към Дионисий започнал да нараства в различни философски и теологични традиции:
- В бенедиктинската традиция, особено в Абатството Сен Дени, Дионисий получил ново внимание. Йоан Сарацин написал коментар върху Небесната йерархия през 1140 г. и направил нов превод през 1165 г. Абатът Сюжер (1122–1151) използвал теми на Дионисий, за да обясни как архитектурата на новата му готическа църква помага за въздигането на душата към Бога.
- В традицията на канониците регуларии Хюго от Сен Виктор написал два коментара върху Небесната йерархия между 1125 и 1137 г., които по-късно обединил в един. Чрез него Дионисиевите идеи достигнали до други мислители като Томас Галлус и Гилберт де ла Поре.
- В школите влиянието на Дионисий било най-забележимо. Майсторите на катедралното училище в Лан, особено Анселм от Лан, включили извлечения от коментарите на Ериугена към Евангелието на Йоан в своите сборници Sentences и Glossa Ordinaria, което довело до разпространението на Дионисиевите идеи в трудовете на Петър Ломбард и други.

През XIII век францисканецът Робърт Гросетест направил нов превод и коментар на Дионисиевия корпус между 1240 и 1243 г. Скоро след това доминиканецът Алберт Велики направил същото. Тома Аквински написал коментари върху трудовете на Дионисий и го цитирал над 1700 пъти, а Бонавентура го нарекъл "принц на мистиците".
Дионисиевото влияние се проявява най-силно в мистиката, особено чрез учението за via negativa. През XIV и XV век неговите теми били изключително влиятелни върху мислители като Маргерит Порет, Майстер Екхарт, Йоханес Таулер, авторът на Облакът на незнанието, Жан Жерсон, Николай Кузански, Денис Картузианецът, Джулиан от Норич и Катерина от Генуа. Дионисиевите идеи достигнали дори до испанските кармелитски мислители от XVI век като Тереза Авилска и Йоан от Кръста.